# مالیا (پرنده)
مالیا (نام علمی: Malia grata) یک گونه متوسط (تقریباً به طول ۲۹ سانتی‌متر و یک پرنده گنجشک‌سان لیکومانند است. دارای پرهای سبز زیتونی، سر و سینه مایل به زرد و نوک قهوه‌ای مایل به صورتی است. پرندۀ جوان کدرتر از بزرگسال است. این تنها عضو از سردهٔ Malia است.
مالیا یک گونهٔ بومی اندونزی است که به جنگل‌های کوهستانی سولاوسی محدود می‌شود. معمولاً به صورت جفت یا گروه‌های کوچک از سه تا هفت پرنده یافت می‌شود. رژیم غذایی عمدتاً از حشرات، سوسک‌ها و دیگر بندپایان تشکیل شده‌است.